# Льюїспорт
Льюїспорт (англ. Lewisporte) — містечко в Канаді, у провінції Ньюфаундленд і Лабрадор.

## Населення
За даними перепису 2016 року, містечко нараховувало 3409 осіб, показавши скорочення на 2,1%, порівняно з 2011-м роком. Середня густина населення становила 92,4 осіб/км².
З офіційних мов обидвома одночасно володіли 55 жителів, тільки англійською — 3 285, тільки французькою — 5. Усього 15 осіб вважали рідною мовою не одну з офіційних.
Працездатне населення становило 49,1% усього населення, рівень безробіття — 19% (22,3% серед чоловіків та 15,2% серед жінок). 90,5% осіб були найманими працівниками, а 6,2% — самозайнятими.
Середній дохід на особу становив $40 289 (медіана $27 232), при цьому для чоловіків — $52 023, а для жінок $29 308 (медіани — $36 672 та $21 312 відповідно).
20,9% мешканців мали закінчену шкільну освіту, не мали закінченої шкільної освіти — 24,1%, 55% мали післяшкільну освіту, з яких 19,9% мали диплом бакалавра, або вищий.
| Статево-вікова структура населення | Статево-вікова структура населення | Статево-вікова структура населення | Статево-вікова структура населення | Статево-вікова структура населення |
| ---------------------------------- | ---------------------------------- | ---------------------------------- | ---------------------------------- | ---------------------------------- |
|                                    |                                    |                                    |                                    |                                    |
| Всього                             | Всього                             | 48,2%51,8%                         |                                    |                                    |
| 0 — 14 років                       | 0 — 14 років                       |                                    | 12,5%                              | 12,5%                              |
| 15 — 64 років                      | 15 — 64 років                      |                                    | 55,7%                              | 55,7%                              |
| 65 і більше                        | 65 і більше                        |                                    | 31,8%                              | 31,8%                              |
| 85 і більше                        | 85 і більше                        |                                    | 4,1%                               | 4,1%                               |
| Середній вік (років)               | Середній вік (років)               | 47,851,0                           | 49,4                               | 49,4                               |
| Медіана (років)                    | Медіана (років)                    | 51,254,5                           | 52,6                               | 52,6                               |
| — чоловіки — жінки                 |                                    |                                    |                                    |                                    |

| Походження мешканців:     | Походження мешканців:     | Походження мешканців: | Походження мешканців: | Походження мешканців: |
| ------------------------- | ------------------------- | --------------------- | --------------------- | --------------------- |
| Походження                |                           |                       | осіб                  | %                     |
| Корінні американці        | Корінні американці        |                       | 270                   | 8.28%                 |
| Інше північноамериканське | Інше північноамериканське |                       | 1 920                 | 58.9%                 |
| Європейське               | Європейське               |                       | 1 565                 | 48.01%                |
| британське                | британське                |                       | 1 510                 | 46.32%                |
| французьке                | французьке                |                       | 110                   | 3.37%                 |
| українське                | українське                |                       | 10                    | 0.31%                 |
| Африканське               | Африканське               |                       | 10                    | 0.31%                 |
| Азійське                  | Азійське                  |                       | 30                    | 0.92%                 |

| Зайнятість населення за галузями (за класифікацією NOC): | Зайнятість населення за галузями (за класифікацією NOC): | Зайнятість населення за галузями (за класифікацією NOC): | Зайнятість населення за галузями (за класифікацією NOC): | Зайнятість населення за галузями (за класифікацією NOC): |
| -------------------------------------------------------- | -------------------------------------------------------- | -------------------------------------------------------- | -------------------------------------------------------- | -------------------------------------------------------- |
|                                                          |                                                          |                                                          |                                                          |                                                          |
| Управління                                               | Управління                                               |                                                          | 7,6%                                                     | 7,6%                                                     |
| Бізнес, фінанси та адміністрування                       | Бізнес, фінанси та адміністрування                       |                                                          | 15,5%                                                    | 15,5%                                                    |
| Природничі та прикладні науки                            | Природничі та прикладні науки                            |                                                          | 5,7%                                                     | 5,7%                                                     |
| Охорона здоров'я                                         | Охорона здоров'я                                         |                                                          | 9,1%                                                     | 9,1%                                                     |
| Освіта, правозахист, муніципальні та урядові служби      | Освіта, правозахист, муніципальні та урядові служби      |                                                          | 13,6%                                                    | 13,6%                                                    |
| Роздрібна торгівля та послуги                            | Роздрібна торгівля та послуги                            |                                                          | 20,8%                                                    | 20,8%                                                    |
| Гуртова торгівля, транспорт та обладнання                | Гуртова торгівля, транспорт та обладнання                |                                                          | 22%                                                      | 22%                                                      |
| Природні ресурси, сільське господарство                  | Природні ресурси, сільське господарство                  |                                                          | 4,2%                                                     | 4,2%                                                     |
| Виробництво                                              | Виробництво                                              |                                                          | 1,5%                                                     | 1,5%                                                     |

## Клімат
Середня річна температура становить 4,1°C, середня максимальна – 20,3°C, а середня мінімальна – -14°C. Середня річна кількість опадів – 1 115 мм.
| Клімат поселення                              | Клімат поселення | Клімат поселення | Клімат поселення | Клімат поселення | Клімат поселення | Клімат поселення | Клімат поселення | Клімат поселення | Клімат поселення | Клімат поселення | Клімат поселення | Клімат поселення | Клімат поселення |
| Показник                                      | Січ.             | Лют.             | Бер.             | Квіт.            | Трав.            | Черв.            | Лип.             | Серп.            | Вер.             | Жовт.            | Лист.            | Груд.            |                  |
| Середній максимум, °C                         | −2,07            | −2,67            | 1,67             | 7,23             | 12,67            | 17,53            | 20,28            | 19,80            | 15,29            | 9,94             | 5,16             | −0,62            |                  |
| Середня температура, °C                       | −7,7             | −8,32            | −3,96            | 1,61             | 7,03             | 11,90            | 16,77            | 16,29            | 11,79            | 6,42             | 1,66             | −4,12            |                  |
| Середній мінімум, °C                          | −13,35           | −13,95           | −9,61            | −4,03            | 1,39             | 6,26             | 13,27            | 12,79            | 8,28             | 2,92             | −1,82            | −7,61            |                  |
| Норма опадів, мм                              | 95               | 88               | 91               | 81               | 83               | 86               | 86               | 102              | 103              | 105              | 98               | 97               |                  |
| Середньомісячна швидкість вітру, м/с          | 6.70             | 6.30             | 6.14             | 5.67             | 5.20             | 4.92             | 4.58             | 4.70             | 5.24             | 5.78             | 6.39             | 6.74             |                  |
| Середньомісячна сонячна радіація, кДж/м²·день | 3700             | 6656             | 10632            | 14238            | 17280            | 18977            | 18762            | 15737            | 11559            | 6844             | 3848             | 2800             |                  |
| --------------------------------------------- | ---------------- | ---------------- | ---------------- | ---------------- | ---------------- | ---------------- | ---------------- | ---------------- | ---------------- | ---------------- | ---------------- | ---------------- | ---------------- |
| Джерело:                                      |                  |                  |                  |                  |                  |                  |                  |                  |                  |                  |                  |                  |                  |